# Zona Franca (metropolitana di Barcellona)
Zona Franca è una stazione della linea 10 sud della metropolitana di Barcellona, di cui costituisce il capolinea provvisorio. La stazione è entrata in esercizio il 1º febbraio 2020.

## Caratteristiche
La stazione è stata realizzata sul viadotto del Carrer A (tra il Carrer 1 e il Carrer 2 della Zona Franca), in prossimità della Ronda del Litoral.
La stazione appartiene al Lotto II delle linee L9/L10 (Pratenc – Zona Universitària) ed è disposta all'aperto e sopraelevata rispetto al piano stradale. L'accesso alla banchina avviene mediante ascensori e scale mobili.

## Storia
Secondo le previsioni iniziali la stazione avrebbe dovuto entrare in servizio nel 2007 ma in seguito al ritardo nei lavori e a problemi di finanziamento la data ha continuato a slittare fino al 2019, quando ne venne confermata l'inaugurazione entro il primo trimestre 2020.

## Accessi
- Carrer A della Zona Franca